# Mokelumne Hill
Mokelumne Hill is een plaats in Calaveras County in Californië in de VS.

## Geografie
Mokelumne Hill bevindt zich op 38°18′1″Noord, 120°42′23″West. De totale oppervlakte bedraagt 8,0 km² (3,1 mijl²) wat allemaal land is.

## Demografie
Volgen de census van 2000 bedroeg de bevolkingsdichtheid 97,3/km² (252,5/mijl²) en bedroeg het totale bevolkingsaantal 774 dat bestond uit:
- 94,96% blanken
- 0,26% zwarten of Afrikaanse Amerikanen
- 1,55% inheemse Amerikanen
- 0,39% Aziaten
- 0,13% andere
- 2,71% twee of meer rassen
- 4,26% Spaans of Latino

Er waren 340 gezinnen en 227 families in Mokelumne Hill. De gemiddelde gezinsgrootte bedroeg 2,28.

## Plaatsen in de nabije omgeving
De onderstaande figuur toont nabijgelegen plaatsen in een straal van 24 km rond Mokelumne Hill.